# Kultusminister
Kultusminister (av latin cultus, uppfostran, gudstjänst) är i en del tyska förbundsländer ministern med ansvar för undervisning, kultur och kyrka, det vill säga ungefär motsvarande det som i Sverige var ecklesiastikminister fram till 1968. Titeln användes genomgående i tysktalande länder och Danmark.